# Refuge Albert-Ier
Le refuge Albert-Ier (refuge Albert-Premier) est un refuge situé en France dans le département de la Haute-Savoie en région Auvergne-Rhône-Alpes.

## Histoire

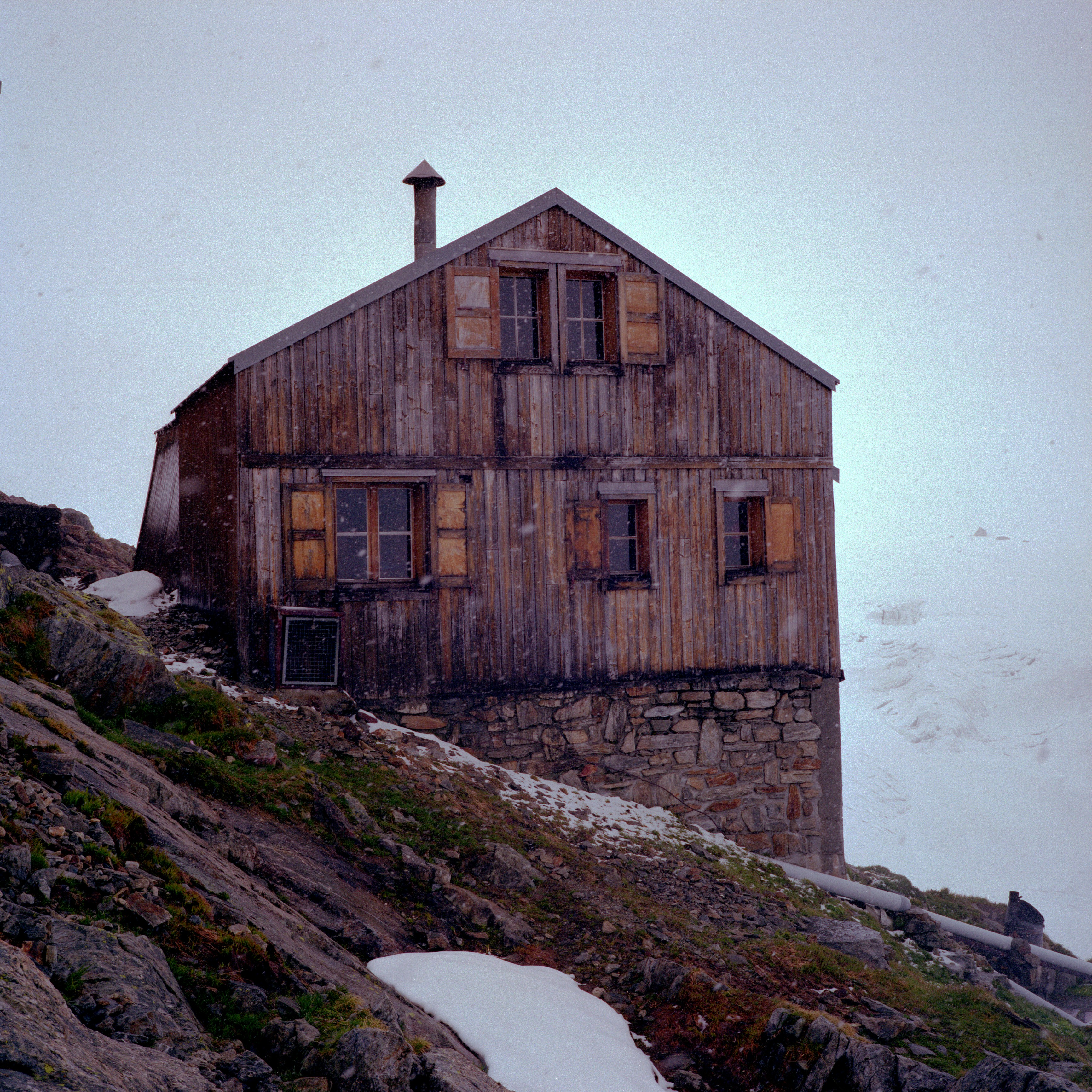
L'ancien refuge

Les frères Julien et Anatole Caillot, de Saint-Sauveur, réalisent le premier refuge du 16 au 24 août 1930. Ils reçoivent les félicitations du roi Albert Ier de Belgique qui l'inaugure le 30 août 1930 et lui donne son nom. Albert Ier meurt quatre ans plus tard, le 17 février 1934, d'une chute d'escalade à Marche-les-Dames, à proximité de Namur en Belgique. En 1935, le refuge est agrandi. Cependant cela ne suffisant pas, l'actuel grand refuge fait de pierre est édifié près du premier bâtiment. Ce nouvel ensemble est inauguré le 12 juillet 1959. Néanmoins, à la fin du XXe siècle, le refuge en pierre ne suffit plus. Outre la hausse de fréquentation, il est l'un des rares refuges de haute montagne très accessibles en randonnée et donnant l'accès à des courses de tous niveaux. Fin 2012, un chantier de réhabilitation est donc entamé pour rénover et agrandir le refuge en pierre. Ce chantier s'étale sur deux ans par tranche étant donné les conditions météorologiques difficiles en altitude. Le nouveau refuge, terminé en juillet 2014, possède maintenant un toit rénové et surélevé ainsi qu'un étage supplémentaire. Les cuisines et les appartements du gardien ont également été rénovés.

## Caractéristiques et informations
Le refuge est gardé. Il a une capacité d'accueil de 148 lits. Il est recommandé de réserver préalablement un lit avant d'entamer la montée au refuge.

## Accès
Pour pouvoir accéder à ce refuge, il est conseillé de prendre la télécabine de Charamillon, puis le télésiège des Autannes jusqu'au col de Balme. À la suite de quoi, on peut accéder à un sentier ouvert en période estivale. L'estimation horaire de ce parcours est d'environ une heure trente en été, pour une marche sur un dénivelé de 500 mètres. Il est également possible de passer par la moraine depuis Le Tour. Ce second parcours est plus difficile. Il demande un plus gros effort physique, avec notamment un dénivelé moyen d'environ 1 300 mètres. Il faudra dans ce second cas compter près de trois à quatre heures.

## Ascensions
Principaux sommets accessibles : 
- aiguille du Tour ;
- aiguille du Chardonnet.

Randonnée glaciaire :

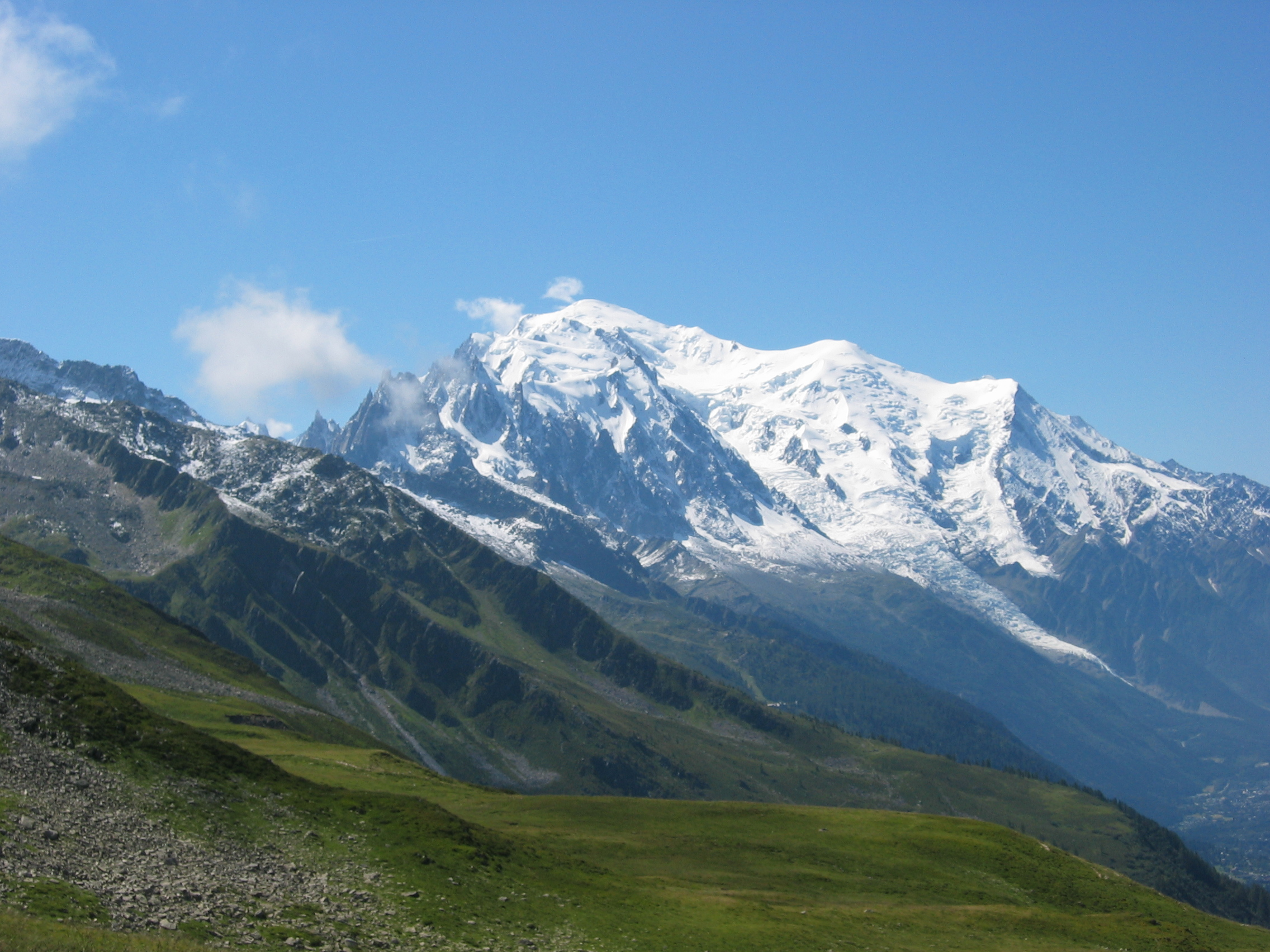
Le mont Blanc vu du chemin du refuge Albert-Ier.

- les trois cols (col du Tour, Fenêtre de Saleina et col du Chardonnet) entre la Suisse et la France.

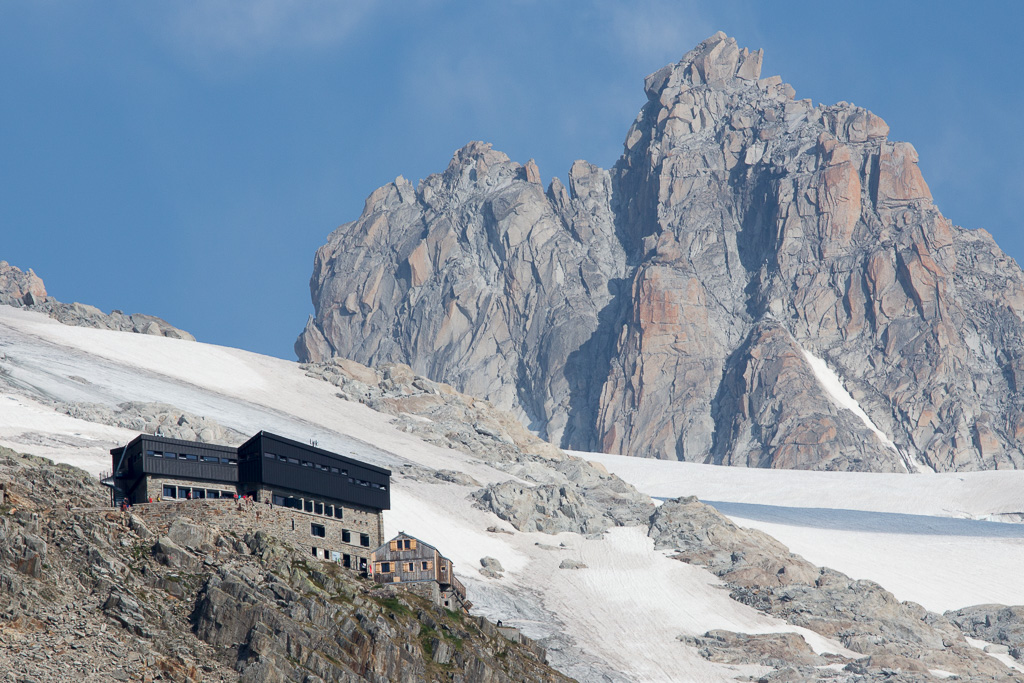
Le refuge en 2015. L'ancien bâtiment est visible devant le nouveau.

## Particularités
Le refuge Albert-Ier est présenté selon le Club alpin français de Chamonix-Mont-Blanc, comme étant le refuge du CAF le plus facile d’accès du massif du Mont-Blanc.